# إمنتشمن (آيت ويدير)
إمنتشمن هو دُوَّار يقع بجماعة تيزي نيسلي، إقليم بني ملال، جهة بني ملال خنيفرة في المملكة المغربية. ينتمي الدوّار لمشيخة آيت ويدير التي تضم 6 دواوير. يقدر عدد سكانه بـ 133 نسمة حسب الإحصاء الرسمي للسكان والسكنى لسنة 2004.

## روابط خارجية
- البوابة الوطنية للجماعات الترابية
- المندوبية السامية للتخطيط